# Irmelin (namn)

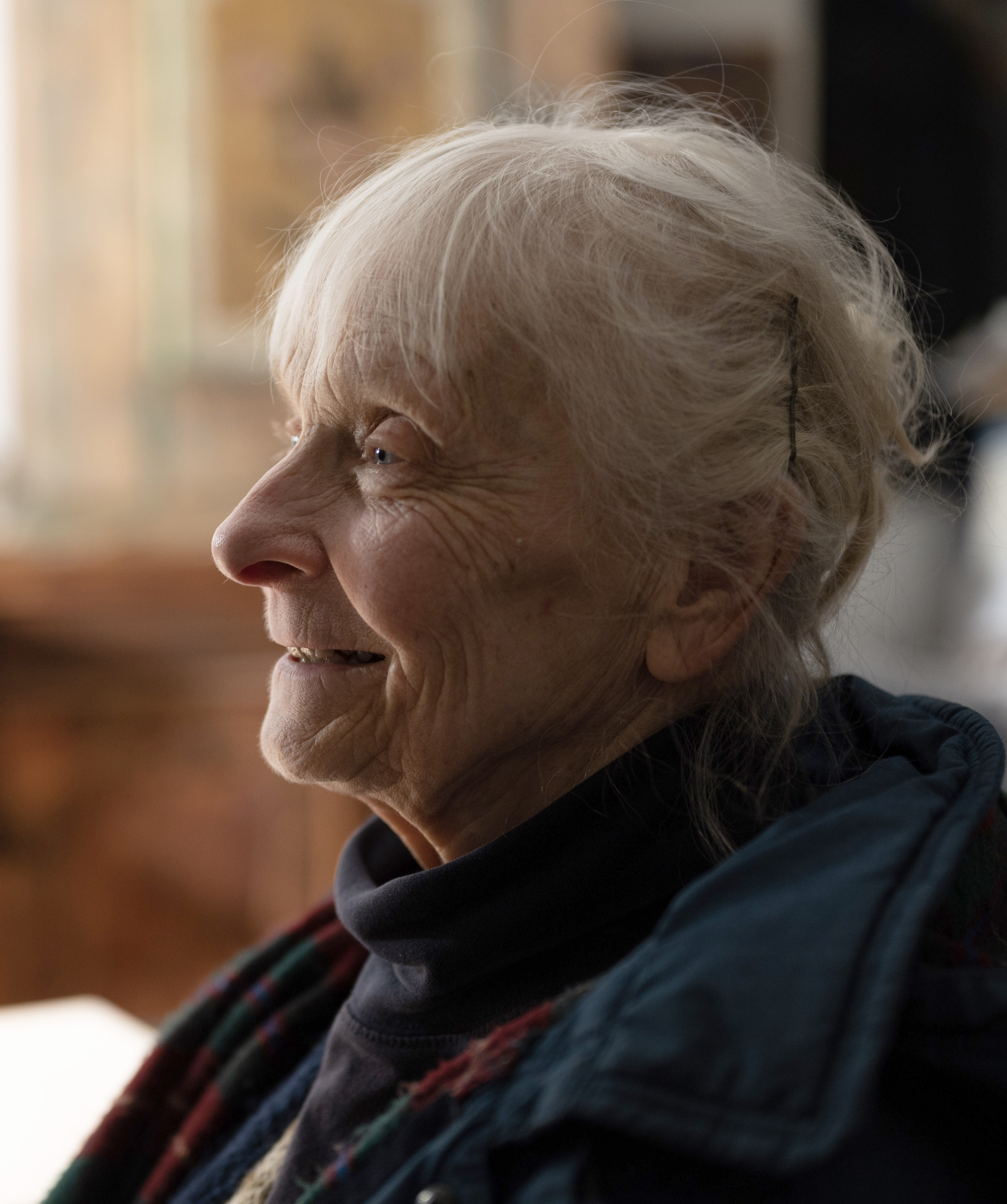
Irmelin Sandman Lilius, 2021.

Kvinnonamnet Irmelin är ett tyskt namn, en diminutiv form av Irmin, som är bildat av Irm som var namnet på en germansk gud. Enligt en annan tolkning betyder namnet hög, väldig.
Irmelin är ett ganska ovanligt namn. De sista åren har det dock ökat något i användning.
31 december 2005 fanns det totalt 209 personer i Sverige med namnet Irmelin varav 75 med det som tilltalsnamn.
År 2003 fick 14 flickor namnet, varav 6 fick det som tilltalsnamn.
Namnsdag: 7 april i Sverige (sedan 2001 - namnformen Irmeli hade 1986-1992 namnsdag den 19 december). I den finlandssvenska namnsdagslängden har Irmelin namnsdag 31 mars sedan starten 1929, då en egen namnsdagskalender togs i bruk för finlandssvenskar, tillsammans med Irma.

## Personer med namnet Irmelin
- Irmelin Sandman Lilius, finlandssvensk författare, konstnär och översättare